# Дамиенешти (Бакау)
Дамиенешти (рум. Dămieneşti) насеље је у Румунији у округу Бакау у општини Дамиенешти. Oпштина се налази на надморској висини од 178 m.

## Становништво
Према подацима из 2002. године у насељу је живело 1911 становника, од којих су сви румунске националности.

### Хронологија
| Година       | 1992 | 1993 | 1994 | 1995 | 1996 | 1997 | 1998 | 1999 | 2000 | 2001 | 2002 | 2003 | 2004 | 2005 | 2006 | 2007 | 2008 | 2009 | 2010 | 2011 | 2012 | 2013 | 2014 | 2015 | 2016 | 2017 |
| ------------ | ---- | ---- | ---- | ---- | ---- | ---- | ---- | ---- | ---- | ---- | ---- | ---- | ---- | ---- | ---- | ---- | ---- | ---- | ---- | ---- | ---- | ---- | ---- | ---- | ---- | ---- |
| Становништво | 2242 | 2184 | 2185 | 2173 | 2184 | 2149 | 2133 | 2115 | 2098 | 2114 | 2100 | 2103 | 2080 | 2075 | 2060 | 2061 | 2026 | 2010 | 2002 | 1982 | 1978 | 1950 | 1959 | 1937 | 1929 | 1914 |